# Dzsungel könyve (televíziós sorozat, 1996)
A Dzsungel könyve (eredeti cím: Jungle Cubs) 1996 és 1998 között vetített amerikai kaland rajzfilmsorozat, amelyet Mark S. Bernthal alkotott az 1967-es A dzsungel könyve című film alapján.
Amerikában 1996. október 5-én mutatta be az ABC. Magyarországon a Disney Junior mutatta be 2016. január 18-án.

## Ismertető
A dzsungel könyvében megismert szereplők előtörténetétt láthatjuk.

## Szereplők
| Szereplők | Eredeti hang                                          | Magyar hang    |
| --------- | ----------------------------------------------------- | -------------- |
| Balu      | Pamela Adlon                                          | Berkes Bence   |
| Bagira    | Elizabeth Daily (1. évad) Dee Bradley Baker (2. évad) | Jelinek Márk   |
| Lajcsi    | Jason Marsden (1. évad) Cree Summer (2. évad)         | Németh Kriszta |
| Sir-Kán   | Jason Marsden                                         | Baráth István  |
| Ká        | Jim Cummings                                          | Szokol Péter   |
| Háti      | Rob Paulsen (1. évad) Stephen Furst (2. évad)         | Morvai Gábor   |

### Magyar változat
- Magyar szöveg: Szép Erzsébet
- Hangmérnök: Kállai Roland
- Vágó: Pilipár Éva
- Szinkronrendező: Mauchner József

A szinkront a Masterfilm Digital készítette.

## Évados áttekintés
| Évad | Évad | Epizódok | Eredeti sugárzás  | Eredeti sugárzás   | Magyar sugárzás   | Magyar sugárzás   |
| Évad | Évad | Epizódok | Évadpremier       | Évadfinálé         | Évadpremier       | Évadfinálé        |
| ---- | ---- | -------- | ----------------- | ------------------ | ----------------- | ----------------- |
|      | 1    | 13       | 1996. október 5.  | 1996. december 18. | 2016. január 18.  | 2016. február 24. |
|      | 2    | 8        | 1997. október 11. | 1998. január 10.   | 2016. február 25. | 2016. március 24. |

## Epizódok

### 1. évad
| #   | #   | Eredeti cím                   | Magyar cím | Rendező         | Író                         | Eredeti premier    | Magyar premier    |
| --- | --- | ----------------------------- | ---------- | --------------- | --------------------------- | ------------------ | ----------------- |
| 1.  | 1.  | A Night In The Wasteland      |            | Kenny Thompkins | Sam Graham és Chris Hubbell | 1996. október 5.   | 2016. január 18.  |
| 2.  | 2.  | How The Panther Lost His Roar |            | Kenny Thompkins | Carter Crocker              | 1996. október 12.  | 2016. január 19.  |
| 2.  | 2.  | The Humans Must Be Crazy      |            | Mircea Mantta   | Dev Ross                    | 1996. október 12.  | 2016. január 19.  |
| 3.  | 3.  | Hathi Meets His Match         |            | Kenny Thompkins | Sam Graham és Chris Hubbell | 1996. október 19.  | 2016. január 20.  |
| 3.  | 3.  | Buffaloed                     |            | Kenny Thompkins | Jane Kagon és Ed Greenberg  | 1996. október 19.  | 2016. január 20.  |
| 4.  | 4.  | Mondo Mungo                   |            | Kenny Thompkins | Sam Graham és Chris Hubbell | 1996. október 26.  | 2016. január 21.  |
| 4.  | 4.  | Bare Necessities              |            | Kenny Thompkins | Carter Crocker              | 1996. október 26.  | 2016. január 21.  |
| 5.  | 5.  | Who Wants To Be A Baboon?     |            | Mircea Mantta   | Peter Lawrence              | 1996. november 2.  | 2016. január 22.  |
| 6.  | 6.  | Red Dogs                      |            | Mircea Mantta   | Sam Graham és Chris Hubbell | 1996. november 9.  | 2016. január 23.  |
| 7.  | 7.  | The Great Kaadini             |            | Kenny Thompkins | Sam Graham és Chris Hubbell | 1996. november 16. | 2016. január 24.  |
| 8.  | 8.  | Hulla Baloo                   |            | Mircea Mantta   | Arthur Sellers              | 1996. november 23. | 2016. január 25.  |
| 8.  | 8.  | Shere Bliss                   |            | Kenny Thompkins | Seth MacFarlane             | 1996. november 23. | 2016. január 25.  |
| 9.  | 9.  | Treasure of The Middle Jungle |            | Mircea Mantta   | Peter Lawrence              | 1996. november 30. | 2016. január 26.  |
| 10. | 10. | Feather Brains                |            | Kenny Thompkins | Sam Graham és Chris Hubbell | 1996. december 7.  | 2016. január 27.  |
| 10. | 10. | Benny & Clyde                 |            | Mircea Mantta   | Gordon Kent                 | 1996. december 7.  | 2016. január 27.  |
| 11. | 11. | Splendor In The Mud           |            | Kenny Thompkins | Dev Ross                    | 1996. december 14. | 2016. február 22. |
| 12. | 12. | Trouble On The Waterfront     |            | Mircea Mantta   | Jane Kagon and Ed Greenberg | 1996. december 21. | 2016. február 23. |
| 12. | 12. | Fool Me Once...               |            | Mircea Mantta   | Arthur Sellers              | 1996. december 21. | 2016. február 23. |
| 13. | 13. | The Coming of The Wolves      |            | Mircea Mantta   | Sam Graham és Chris Hubbell | 1996. december 28. | 2016. február 24. |

### 2. évad
| #   | #  | Eredeti cím                      | Magyar cím | Rendező                                         | Író                                        | Eredeti premier    | Magyar premier    |
| --- | -- | -------------------------------- | ---------- | ----------------------------------------------- | ------------------------------------------ | ------------------ | ----------------- |
| 14. | 1. | The Ape Who Would Be King        |            | Chris Bartleman                                 | Tedd Anasti és Patsy Cameron               | 1997. október 11.  | 2016. február 25. |
| 15. | 2. | Trunks For The Memories          |            | Chris Bartleman                                 | Tedd Anasti és Patsy Cameron               | 1997. október 18.  | 2016. február 26. |
| 15. | 2. | Kasaba Ball                      |            | Chris Bartleman                                 | Lesa Kite                                  | 1997. október 18.  | 2016. február 26. |
| 16. | 3. | Hathi's Makeover                 |            | Chris Bartleman                                 | Lesa Kite                                  | 1997. október 25.  | 2016. február 27. |
| 16. | 3. | Curse of The Magnificent Melon   |            | Chris Bartleman                                 | Tedd Anasti és Patsy Cameron               | 1997. október 25.  | 2016. február 27. |
| 17. | 4. | The Five Bananas                 |            | Chris Bartleman                                 | Michael Karnow és Lance Khazei             | 1997. november 1.  | 2016. február 28. |
| 17. | 4. | Birthday Snake                   |            | Chris Bartleman                                 | Don London                                 | 1997. november 1.  | 2016. február 28. |
| 18. | 5. | Old Green Teeth                  |            | Chris Bartleman és Blair Peters                 | Peter Hirsch                               | 1997. november 8.  | 2016. február 29. |
| 18. | 5. | The Elephant Who Couldn't Say No |            | Chris Bartleman és Blair Peters                 | Tedd Anasti és Patsy Cameron               | 1997. november 8.  | 2016. február 29. |
| 19. | 6. | Hair Ball                        |            | Chris Bartleman, Blair Peters és Mauro Casalese | Scott Gimple                               | 1997. november 15. | 2016. március 22. |
| 19. | 6. | A Tale of Two Tails              |            | Chris Bartleman, Blair Peters és Mauro Casalese | David Wiemers és Roger Reitzel             | 1997. november 15. | 2016. március 22. |
| 20. | 7. | Waiting For Baloo                |            | Chris Bartleman és Blair Peters                 | David Wiemers                              | 1997. november 22. | 2016. március 23. |
| 20. | 7. | Tree For Two                     |            | Chris Bartleman és Blair Peters                 | Lesa Kite                                  | 1997. november 22. | 2016. március 23. |
| 21. | 8. | Nice Tiger                       |            | Chris Bartleman, Blair Peters és Mauro Casalese | Tedd Anasti és Patsy CameronArthur Sellers | 1998. január 10.   | 2016. március 24. |
| 21. | 8. | Sleepless In The Jungle          |            | Chris Bartleman, Blair Peters és Mauro Casalese | Tedd Anasti és Patsy CameronArthur Sellers | 1998. január 10.   | 2016. március 24. |